# Fritz Spielmann
Pour les articles homonymes, voir Spielmann.
Fritz Spielmann, né le 20 novembre 1906 à Vienne (Autriche) et mort le 21 mars 1997 à New York est un compositeur, pianiste et chanteur autrichien.

## Biographie et carrière
Fritz Spielmann est né à Vienne. Il est le fils d'un électricien, Max Spielmann, et de son épouse Mathilde Brûck. À douze ans, il commence à étudier à l'Académie de musique de Vienne avec Joseph Marx et Hans Gál. En 1927, il est diplômé en composition et en piano avec les honneurs. Il travaille ensuite comme pianiste répétiteur et chef d'orchestre à Berlin et Breslau. Il se produit également comme pianiste. En 1931, il rejoint Peter Hammerschlag et Alex Szekely comme membre de l'ensemble fondé par Stella Kadmon au cabaret Der liebe Augustin. Il se fait une notoriété comme auteur de chansons populaires viennoises basées sur des standards de danse américains.
En 1934, il rencontre le compositeur et parolier Stephan Weiss, avec qui il travaille jusqu'à son émigration aux États-Unis. Leur plus grand succès est probablement Schinkenfleckerln, une chanson viennoise qui évoquait une spécialité culinaire autrichienne et interprétée à l'époque par Hermann Leopoldi. Avec Weiss, Spielmann a également composé la musique de plusieurs revues et comédies musicales, en collaboration avec Hans Weigel, Fritz Rotter ou Max Colpet pour les textes des chansons.
En 1937, la chanteuse norvégienne Kirsten Heiberg interprète au Theater an der Wien, Abends am Klavier, Unsichtbare Tränen, Wie der Schnee vom vergangenen Jahr et Frag nicht nach der Vergangenheit, dans l'opérette Pam-Pam.
D'origine juive, il est forcé de quitter l'Autriche après l'Anschluss (annexion de l'Autriche par l'Allemagne nazie)  de 1938. Il rejoint la France à la fin du mois de mai sans ses parents et son épouse, Mary, une veuve anglaise. Passant par Paris et Cuba, il rejoint les États-Unis à l'automne 1939. Il se produit dans l'Upper West Side de Manhattan. Il se fait appeler Fred Spielman et, avec Jimmy Berg et Hermann Leopoldi, ils forment un trio artistique viennois sur les scènes des cabarets new-yorkais. La réussite est au rendez-vous parce que ses chansons sonnaient véritablement américaines. Elles ont été interprétées par Bing Crosby et Judy Garland, Elvis Presley et le ténor héroïque danois Lauritz Melchior. Spielmann prend la nationalité américaine en 1944.
Aux États-Unis, Spielmann se distingue également, dès 1945, en tant que compositeur de musique de films, notamment des westerns.
Il ne rentrera en Europe qu'en 1970. Toute sa famille avait été victime de la Shoah. Son père et sa mère ont péri en septembre 1942 dans le camp de concentration de Chełmno.
En 1975 le ministre autrichien de l'Éducation lui octroie le titre de professeur. En 1986, il reçoit la médaille d'argent pour services rendus à la province de Vienne. Fritz Spielmann décède le 21 mars 1997 à New York. Ses archives sont conservées à l'Académie des Arts de Berlin.

## Œuvres principales

### Opérettes et revues
- Jimmys Bar, comédie musicale, Vienne, 1935
- Achtung Großaufnahme !, comédie musicale, 1936
- Tempo ! Tempo !, revue en 22 tableaux, 1936
- Pam-Pam, operette, 1937

### Comédies musicales aux États-Unis
- A Lady Says Yes, 1945
- The Stingiest Man in Town, 1956
- Rip van Winkle 1971
- Song of Liberty, 1984

### Musiques de film
- Fräulein Lilly, de Robert Wohlmuth, 1936
- La signora di Montecarlo, de Mario Soldati, 1938
- L'Inconnue de Monte Carlo, d'André Berthomieu, 1939

### Autre
- And the Lord said, cantate pour soprano, chœur et orchestre, écrite pour le 40e anniversaire de la fondation de l'État d'Israël.